# 金沢市立森本中学校
金沢市立森本中学校（かなざわしりつもりもとちゅうがっこう、英語: Kanazawa Municipal Morimoto Junior High School）は、石川県金沢市弥勒町にある公立中学校。

## 概要
金沢市の中学校の中で一番広い校区をもっていて、西は河北潟周辺の田園地帯、東は富山県境の山村地域にまで広がっている。金沢市立森本小学校・金沢市立花園小学校・金沢市立不動寺小学校・金沢市立三谷小学校の4つの小学校から生徒が進学している。2018年よりユネスコスクールに加盟している。

## 沿革
《主要な出典：》
- 1947年（昭和22年）
  - 4月1日 - 学制改革により、森本村・八田村・大場村組合立森本中学校として創立され、森本小学校内に併置される。
  - 11月19日 - 旧石川製作所青年学校校舎を改装し、独立校舎として移転する。所在地：石川県河北郡森本村字南森本下リ113番地。
- 1948年（昭和23年）3月10日 - 校歌制定（作詩：大沢衛、作曲：榊兵治）。
- 1953年（昭和28年）11月3日 - 校旗制定、樹立式を行う。
- 1954年（昭和29年）6月1日 - 森本町発足に伴い、森本町立森本中学校と改称[3]。
- 1955年（昭和30年）4月1日 - 通学区域に不動寺小学校校下と浅丘小学校校下を加える[3]。
- 1957年（昭和32年）1月8日 - 新校舎に移転する[3]。所在地：石川県河北郡森本町弥勒ヨ22番地（現在地）。
- 1958年（昭和33年）9月1日 - 森本町内の森本、花園、三谷の3中学校を統合してあらたに（新）森本中学校として発足する。旧花園中学校朝日分校は森本中学校朝日教場として在置する[3]。
- 1959年（昭和34年）9月1日 - 朝日教場を廃止、あらたに冬季朝日分校を設置する[3]。
- 1960年（昭和35年）4月1日 - 朝日分校を廃止する[3]。
- 1961年（昭和36年）1月8日 - 冬季寄宿舎を設置。
- 1962年（昭和37年）6月1日 - 森本町の金沢市編入に伴い、金沢市立森本中学校[4]と改称[3]。
- 1967年（昭和42年）11月19日 - 11月19日を創立記念日と定め、創立20周年記念式を挙行[3]。
- 1972年（昭和47年）4月8日 - 国立療養所医王園にいる子どもの教育の場を設けるため、不動寺小学校ならびに森本中学校両校の分校として「若竹学級」を発足[8]。
- 1975年（昭和50年）4月1日 - 国立療養所医王園内の若竹学級が組織改正により石川県立医王養護学校として発足し、分校の取扱いを廃止[8]。
- 1987年（昭和62年）
  - 5月30日 - 敷地造成工事完了。
  - 12月24日 - 新校舎起工式・地鎮祭。
- 1989年（平成元年）
  - 4月1日 - 新校舎に移転完了[3]。
  - 7月3日 - 新体育館建設工事開始。
- 1990年（平成02年）10月4日 - 校舎・体育館・運動場完成の竣工式を挙行。
- 1993年（平成05年）4月16日 - プール及び附属棟完成。
- 1997年（平成09年）11月15日 - 創立50周年記念式典挙行[4]。
- 2007年（平成19年）11月16日 - 創立60周年記念式典・記念講演会挙行。ダニエル・カール講演[4]。
- 2017年（平成29年）12月8日 - 創立70周年記念式典・記念講演会挙行。宇野陽介講演[4]。
- 2018年（平成30年） - ユネスコスクールに加盟[6]。

## 服装
Aタイプ・Bタイプともに当校所定の制服が定められている。

## 主な出身者
- 島畑奈緒子（バレーボール選手：PFUブルーキャッツ）
- 堅田外司昭（高校野球審判員、星稜高等学校卒業）